# 人工授精

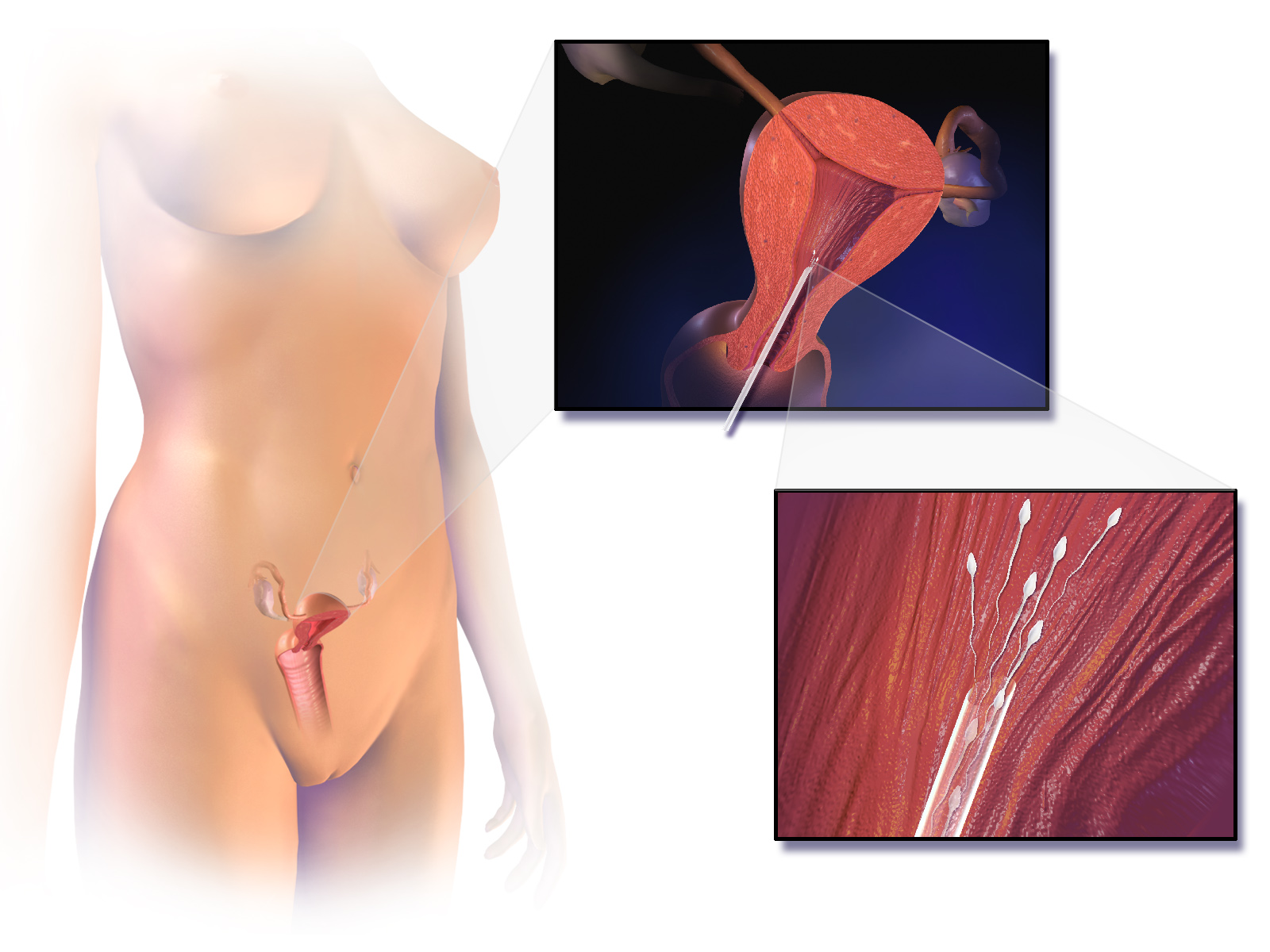
人工授精

人工授精（じんこうじゅせい、英：Artificial insemination）とは、人為的に採取した雄の精液を雌の生殖器内に注入し受胎を試みることをいい、家畜や水産動物などの繁殖や品種改良のためや、不妊症対策としてヒトに対して用いられる。
人為的に精子を女性の生殖器内部に注入し女性の体内において授精、受胎させる方法を人工授精、精子と卵子を体外に取り出して人為的に結合・受精させ、受精卵をふたたび女性の子宮内に戻して妊娠・出産させる方法を体外受精または人工受精と呼ぶ。「授精」とは雌の生殖器内に精子を授けることで、それが精子と卵子の融合である「受精」に必ずしも繋がるわけではない。

## 家畜における適用
1780年にイタリアの生物学者ラザロ・スパランツァーニがおこなったイヌを用いた実験がその最初のものとされ、1907年にロシアのイワーノフ（E. I. Ivanov, 1870-1932）がウマに用いて成功したことで家畜の改良、繁殖に有効な手段として広く普及することになった。1952年にはウシの精液の凍結保存法が開発されている。

## ヒトにおける適用
ヒトの人工授精の例は、1799年にジョン・ハンターの報告があり、日本では1949年の安藤画一の報告が最初であるとされる。
夫の精子を用いて行う人工授精を配偶者間人工授精（Artificial insemination with husband's semen, AIH）、夫以外の者の精子を用いて行う人工授精を非配偶者間人工授精（Artificial insemination with donor's semen, AID）とよび区別している。
夫の精子や精液の量に問題がある場合、射精や性交に障害がある場合（早漏・尿道下裂など）や、妻の頸管粘液が精子の受け入れに不適合がある場合などはAIHが適応され、夫が無精子症である場合や、血液型不適合が起こる場合にはAIDが適応される。

## 関連文献
- 由井秀樹『人工授精の近代 : 戦後の「家族」と医療・技術』青弓社、2015年3月、ISBN 978-4-7872-3385-1